# Емилия Джипунова
Емилия Джипунова (на македонска литературна норма: Емилија Џипунова) е видна северномакедонска балерина и балетна критичка, една от първото поколение балерини в Северна Македония.

## Биография
Родена е на 30 януари 1935 година във Велес, тогава в Кралство Югославия, днес Северна Македония. Успоредно с гимназията, завършва Балетното училище в Скопие, където е в класа на Георги Македонски и Нина Кирсанова. Завършва Филологическия факултет в Скопския университет.
При сформирането на първата балетна трупа в Македонската опера и балет към Македонския народен театър в Скопие, чийто първи балетен солист е видният хореограф, преподавател и балетист Георги Македонски, Джипунова е поканена за балерина в трупата. По онова време и по-късно е сред балерините, които играят огромна роля в зараждането и развитието на балета в Северна Македония. Работи в Македонския народен театър от 1949 до 1974 година.
Като балетна солистка Джипунова изпъква със сигурната си балетна техника. Сред по-известните ѝ роли са приятелката на Мария в „Бахчисарайски фонтан“, Муза във „Франческа да Римини“, Комулбина в „Копелия“ и други.
От 1979 година е балетен рецензент в радиото и печатните издания. Джипунова е авторка на телевизионни сериали, посветени на балетното изкуство.
В 2015 година е отличена с наградата „Менада“ за върховите си постижения в областта на танцовото изкуство.